# Radikal 68
Radikal 68 mit der Bedeutung „Scheffel“ ist eines von den 34 traditionellen Radikalen der chinesischen Schrift, die aus vier Strichen bestehen.  
Mit 8 Zeichenverbindungen in Mathews’ Chinese-English Dictionary nimmt es eine sehr geringe Häufigkeit ein.
In der Volksrepublik China wird 斗 als Kurzzeichen anstelle von Radikal 191 鬥 verwendet.
Im zusammengesetzten Zeichen fungiert 斗 (dou) bisweilen auch als Lautträger, zum Beispiel in 蝌蚪 (kedou = Kaulquappe). 
Als Sinnträger stellt 斗 Zeichen in das Bedeutungsfeld des Abmessens wie in 料 (= Material, ursprünglich zeigen die beiden Punkte Reiskörner in einem Scheffel), 斜 (= schief; ursprünglich: mit einem Scheffel aufnehmen), 斛 (= zehnfache Menge eines 斗), 戽 (= mit einem Eimer schöpfen), 魁 (= Anführer: ursprünglich ein großer Suppenlöffel).

## Schriftzeichenverbindungen, die vom Radikal 68 regiert werden
| Striche | Zeichen  |
| ------- | -------- |
| +0      | 斗       |
| +03     | 斘       |
| +06     | 料 斚 斛 |
| +07     | 斜       |
| +08     | 斝       |
| +09     | 斞 斟    |
| +10     | 斠 斡    |
| +12     | 斢       |
| +13     | 斣       |

 Im Unicodeblock Kangxi-Radikale ist das Radikal 68 unter der Codepointnummer 12.099 (U+2F43) codiert.